# Cryptandra alpina
Cryptandra alpina là một loài thực vật có hoa trong họ Táo. Loài này được Hook.f. mô tả khoa học đầu tiên năm 1855.